# Esfera de fuego
Esfera de fuego es el nombre que se le da dentro de la astronomía ptolemaica a la esfera que se encuentra entre la Tierra y la Luna, y las separa.

## Concepto tradicional
Aristóteles vio el mundo sublunar coronado por una esfera de fuego, basándose en la visión de Empédocles del mundo como una torta con cuatro niveles de elementos fundamentales apilados (tierra, agua, aire y fuego), con el fuego en su parte superior. La concepción de Aristóteles prevaleció durante el mundo helénico, y Ptolomeo le otorgó una escala de distancias: “tomando como unidad el radio de la superficie esférica de la Tierra y el agua, el radio de la esfera esférica que rodea el aire y el fuego es 33, el radio de la esfera lunar es 64...”. 
La Edad Media heredó, en gran medida, la idea de los cuatro elementos: tierra, agua, aire y fuego, dispuestos en esferas concéntricas, con la tierra como centro:  El fuego, entendido como el más puro de los cuatro elementos, era el más alto en la secuencia ascendente de la scala naturae, y el más cercano al mundo superlunar del éter.  Dante y Beatriz en La Divina Comedia ascendieron a través de la esfera de fuego para llegar a la Luna,  mientras que tres siglos después Benvenuto Cellini afirmó en su autobiografía haber bramado tan fuerte como para alcanzar la esfera de fuego. 
El astrónomo contemporáneo Jofrancus Offusius estimó la distancia de la Tierra a la esfera de fuego en términos de múltiplos del diámetro de la Tierra, y creía que los cometas emanaban del espacio entre la esfera de fuego y la Luna. 

## Nueva filosofía
El auge del heliocentrismo destruyó a principios del siglo XVII los fundamentos del concepto de esfera de fuego.  John Donne lamentó en 1611 que "La nueva filosofía pone a todos en duda,/El elemento fuego está completamente apagado". 
Sin embargo, paracelsianos como Robert Fludd continuaron incluso hasta 1617 presentando una imagen de un cosmos geocéntrico, con el Elementum ignis todavía anidado inmediatamente debajo de la Sphera Lunae . 